# Buldon
Buldon est une localité de la province de Maguindanao, aux Philippines. En 2015, elle compte 35 282 habitants.